# الوطنية للإنتاج الحيواني
الشركة الوطنية للإنتاج الحيواني هي شركة مساهمة حكومية مصرية، تابعة لجهاز مشروعات الخدمة الوطنية للقوات المسلحة أحد أجهزة وزارة الدفاع، أنشأت سنة 2020، وتعمل في مجال تربية الأبقار، صناعة اللحوم وإنتاج الألبان، تضم 22 موقع في تسعة محافظات مختلفة ما بين مزارع تربية الماشية ومصانع لإنتاج الألبان والأعلاف ومشتقاتها.

## وصلات خارجية
- الموقع الرسمي للشركة.